# VfB Stettin
VfB Stettin (celým názvem: Verein für Bewegungsspiele 1908 Stettin) byl německý sportovní klub, který sídlil v pomořanském městě Stettin (dnešní Szczecin v Západopomořanském vojvodství). Založen byl v roce 1908, zanikl v roce 1945 po polské anexi východních Pomořan. Klubové barvy byly černá a bílá.
Své domácí zápasy odehrával na stadionu Arthur-Kunstmann-Platz.

## Historické názvy
Zdroj: 
- 1908 – Sport-Britannia von 1908 Stettin
- 1913 – VfB Stettin (Verein für Bewegungsspiele 1908 Stettin)
- 1945 – zánik

## Umístění v jednotlivých sezonách
Stručný přehled
Zdroj: 
- 1933–1937: Gauliga Pommern West

Jednotlivé ročníky
Zdroj: 
Legenda: Z - zápasy, V - výhry, R - remízy, P - porážky, VG - vstřelené góly, OG - obdržené góly, +/- - rozdíl skóre, B - body, červené podbarvení - sestup, zelené podbarvení - postup, fialové podbarvení - reorganizace, změna skupiny či soutěže
| Velkoněmecká říše (1933 – 1937) |                      |        |    |   |   |    |    |    |     |    |        |
| Sezóny                          | Liga                 | Úroveň | Z  | V | R | P  | VG | OG | +/- | B  | Pozice |
| 1933/34                         | Gauliga Pommern West | 1      | 12 | 5 | 1 | 6  | 26 | 30 | -4  | 11 | 5.     |
| 1934/35                         | Gauliga Pommern West | 1      | 12 | 5 | 3 | 4  | 32 | 27 | +5  | 13 | 3.     |
| 1935/36                         | Gauliga Pommern West | 1      | 12 | 4 | 1 | 7  | 27 | 47 | -20 | 9  | 5.     |
| 1936/37                         | Gauliga Pommern West | 1      | 12 | 1 | 0 | 11 | 21 | 46 | -25 | 2  | 7.     |